# Christian Koller
Christian Koller (* 2. September 1971 in Zürich) ist ein Schweizer Historiker und Direktor des Schweizerisches Sozialarchivs.

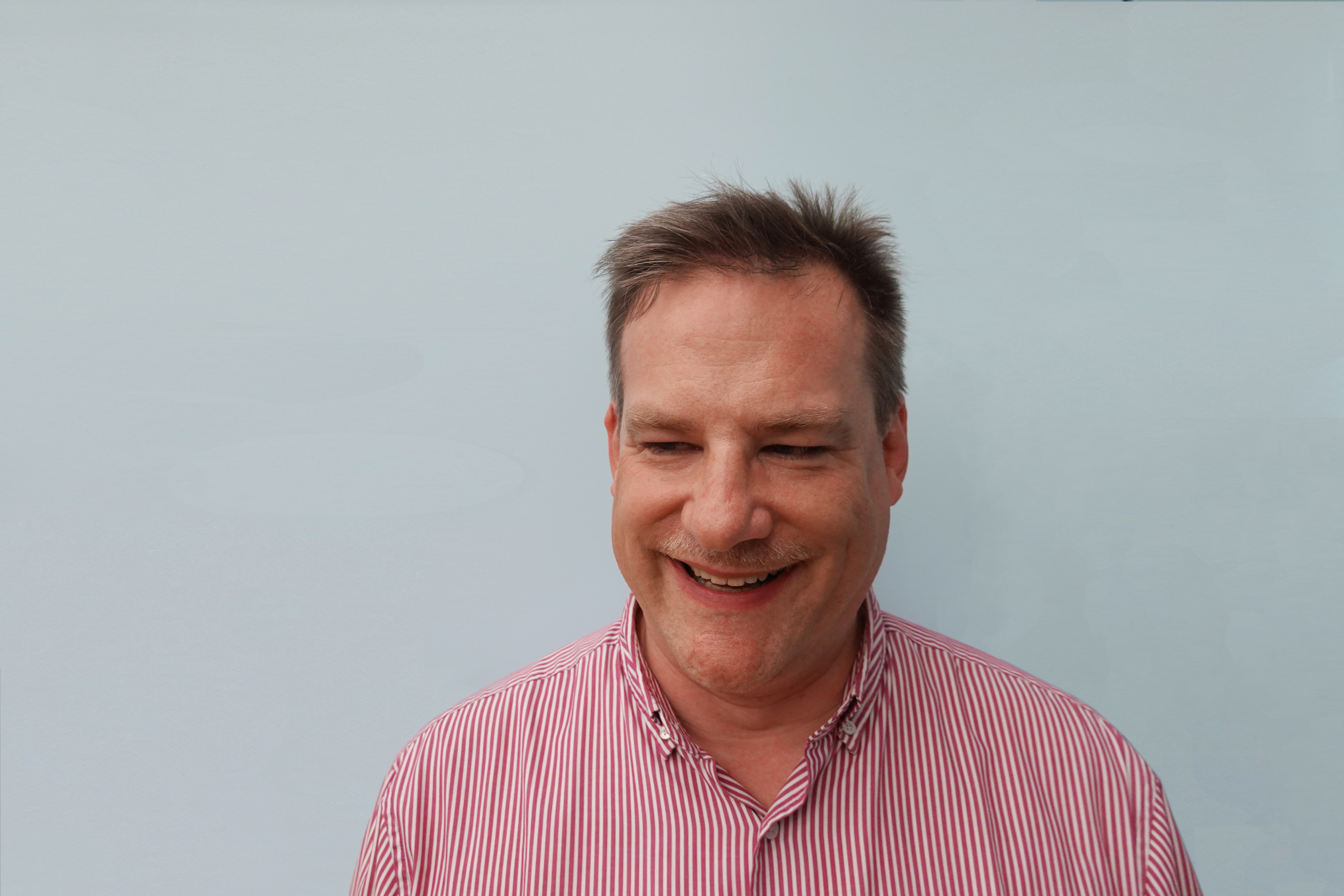
Christian Koller, 2022 in Zürich

## Leben
Koller erwarb 1990 die Matura an der Kantonsschule Stadelhofen und studierte anschliessend an der Universität Zürich Allgemeine Geschichte, Wirtschafts- und Politikwissenschaften. 1996 erwarb er das Lizentiat und 1998 das Diplom für das Höhere Lehramt. Von 1996 bis 1998 unterrichtete er an verschiedenen Gymnasien, zugleich war er 1997/98 Wissenschaftlicher Assistent und Lehrbeauftragter an der Universität Zürich. 1998 promovierte er bei Jörg Fisch mit einer Arbeit zu europäischen Wahrnehmungen afrikanischer und asiatischer Kolonialsoldaten im frühen 20. Jahrhundert. Von 1998 bis 2007 war Koller geschäftsführender Oberassistent und Lehrbeauftragter am Historischen Seminar der Universität Zürich. 2003 habilitierte er sich mit einer Arbeit zur Begriffsgeschichte von „Fremdherrschaft“. Seit 2007 hat er verschiedene SNF-Projekte geleitet.
2007 wurde Koller als Senior Lecturer an die Bangor University (Wales) berufen und 2013 zum Reader befördert. Zugleich lehrte er weiter als Privatdozent an der Universität Zürich. Dort wurde er 2011 zum Titularprofessor ernannt. Seit 2014 ist Koller Direktor des Schweizerischen Sozialarchivs in Zürich. Koller lehrte auch an den Universitäten Bern und Basel, an der FernUni Schweiz, an der Hochschule für Technik und Wirtschaft Chur und an der Volkshochschule Zürich.
Koller ist Mitglied zahlreicher fachwissenschaftlicher Vereinigungen und hat an mehreren internationalen Forschungsnetzwerken mitgewirkt. Er war von 2003 bis 2017 Vorstandsmitglied des Arbeitskreises Militärgeschichte, von 2016 bis 2020 Mitglied der Kommission der Schweizerischen Nationalbibliothek und ist seit 2018 Co-Leiter von Swiss Sports History, seit 2021 Mitglied des Wissenschaftlichen Beirats der Reichspräsident-Friedrich-Ebert-Gedenkstätte, seit 2023 Mitglied der Maturitätsprüfungskommission des Kantons Aargau und seit 2024 Jurymitglied des Österreichischen Staatspreises für Geschichtswissenschaften. Seit 2018 ist er Mitherausgeber der Schriftenreihe Krieg in der Geschichte beim Verlag Brill Schöningh.
Kollers Schwerpunkte in Lehre und Forschung liegen in den Bereichen der Geschichte von Nationalismus und Rassismus, Historischer Semantik, Sportgeschichte, sozialen Bewegungen, industriellen Beziehungen, Gewalt- und Militärgeschichte, Geschichte interkultureller Kontakte, Migrationsgeschichte, Selbstzeugnisforschung, Stadtgeschichte, Erinnerungskulturen, Wissenschaftsgeschichte sowie ausgewählten Fragen der Informationswissenschaft.

## Auszeichnungen
- 1999: Walter-Markov-Preis für Geschichtswissenschaften der Karl-Lamprecht-Gesellschaft und des Instituts für Kultur- und Universalgeschichte Leipzig
- 2010: Wahl zum Fellow der Royal Historical Society, London

## Bücher (Auswahl)
- »Von Wilden aller Rassen niedergemetzelt«. Die Diskussion um die Verwendung von Kolonialtruppen in Europa zwischen Rassismus, Kolonial- und Militärpolitik (1914–1930) (= Beiträge zur Kolonial- und Überseegeschichte. Bd. 82). Steiner, Stuttgart 2001, ISBN 3-515-07765-0.
- mit Fabian Brändle: Goal! Kultur- und Sozialgeschichte des modernen Fussballs. Orell Füssli, Zürich 2002, ISBN 3-280-02815-9.
- Fremdherrschaft. Ein politischer Kampfbegriff im Zeitalter des Nationalismus. Campus, Frankfurt am Main u. a. 2005, ISBN 3-593-37863-9.
- (Hrsg.) Sport als städtisches Ereignis (= Stadt in der Geschichte. Bd. 33). Thorbecke, Ostfildern 2008, ISBN 978-3-7995-6433-5.
- (Hrsg.) Sternstunden des Schweizer Fußballs (= Geschichte des Fußballs. Bd. 2). Lit, Münster u. a. 2008, ISBN 978-3-8258-0936-2.
- Streikkultur. Performanzen und Diskurse des Arbeitskampfes im schweizerisch-österreichischen Vergleich (1860–1950) (= Österreichische Kulturforschung. Bd. 9). Lit, Münster u. a. 2009, ISBN 978-3-643-50007-6.
- Rassismus (= UTB Profile). Ferdinand Schöningh, Paderborn u. a. 2009, ISBN 978-3-8252-3246-7.
- Hrsg. mit Fabian Brändle: Fußball zwischen den Kriegen. Europa 1918–1939 (= Geschichte des Fußballs. Bd. 5). Lit, Münster u. a. 2010, ISBN 978-3-643-90049-4.
- Hrsg. mit Wulf D. Hund, Moshe Zimmermann: Racisms made in Germany (= Yearbook Racism Analysis. Bd. 2). Lit, Wien u. a. 2011, ISBN 978-3-643-90125-5.
- Die Fremdenlegion. Kolonialismus, Söldnertum, Gewalt, 1831–1962. Ferdinand Schöningh, Paderborn u. a. 2013, ISBN 978-3-506-77563-4.
- mit Fabian Brändle: 4 zu 2. Die goldene Zeit des Schweizer Fußballs 1918–1939. Verlag Die Werkstatt, Göttingen 2014, ISBN 978-3-7307-0090-7.
- Hrsg. mit Michael Jucker, Daniel Krämer, Marc Gigase und Yan Potin: Masse, Märkte und Macht in der Geschichte des Sports (= Traverse. Bd. 23/1). Chronos, Zürich 2016, ISBN 978-3-905315-67-7.
- Hrsg. mit Roman Rossfeld und Brigitte Studer: Der Landesstreik. Die Schweiz im November 1918. Hier+Jetzt, Baden 2018, ISBN 978-3-03919-443-8.
- Hrsg. mit Ekaterina Emeliantseva, Anke Hilbrenner, Manfred Zeller und Stefan Zwicker: Handbuch der Sportgeschichte Osteuropas. Leibniz-Institut für Ost- und Südosteuropa-Forschung, Regensburg, ISSN 2198-2457.
- Hrsg. mit Matthias Marschik: Die ungarische Räterepublik 1919. Innenansichten, Außenperspektiven, Folgewirkungen. Wien 2018, ISBN 978-3-85371-446-1.
- Hrsg. mit Thomas Busset und Michael Jucker: Sportgeschichte in der Schweiz. Stand und Perspektiven – Histoire du sport en Suisse. état des lieux et perspectives (= Réflexions sportives, Bd. 10). Edition CIES, Neuchâtel 2019, ISBN 978-2-940241-29-3.
- Hrsg. mit Erich Keller, Gianenrico Bernasconi und Jan-Friedrich Missfelder: Pop: Der Sound der Zeitgeschichte – Pop. La bande-son de l'histoire contemporaine (= Traverse. Bd. 26/2). Chronos, Zürich 2019, ISBN 978-3-905315-77-6.
- Hrsg. mit Raymond Naef: Chronist der sozialen Schweiz. Fotografien von Ernst Koehli 1933–1953. Hier+Jetzt, Baden 2019, ISBN 978-3-03919-488-9.
- Privat dozieren zum öffentlichen Nutzen. Geschichte der Privatdozierenden an der Universität Zürich. Schwabe Verlag, Basel 2022, ISBN 978-3-7965-4573-3.
- mit Peter-Paul Bänziger, Michael Herzig, Jean-Félix Savary und Frank Zobel: Die Schweiz auf Drogen. Szenen, Politik und Suchthilfe, 1965–2022. Chronos, Zürich 2022, ISBN 978-3-0340-1683-4.
- 20 Jahre Travail.Suisse. Vorgängerverbände – Fusion – Engagement für gute Arbeit. Hrsg. Travail.Suisse. Bubenberg Druck- und Verlags-AG, Bern 2023, ISBN 978-3-9522104-8-2.
- Hrsg. mit Stefan Berger: Memory and Social Movements in Modern and Contemporary History. Remembering Past Struggles and Resourcing Protest (Palgrave Studies in the History of Social Movements). Palgrave Macmillan, Cham 2024, ISBN 978-3-031-52818-7.
- (Hrsg.) Akten der 27. Tagung des Arbeitskreises »Archivierung von Unterlagen aus digitalen Systemen«. Schweizerisches Sozialarchiv, Zürich 2024, ISBN 978-3-033-10930-8.
- Hrsg. mit Diego Alonso und Steffen Just: Controlling Sounds: Music, Sound Technologies, War and Power in the Era of Fascisms (Krieg in der Geschichte, Bd. 126). Brill Schöningh, Paderborn, 2025, ISBN 978-3-506-79820-6.
- mit Fabian Brändle: Rasant und brisant: Die Geschichte des Eishockeys in der Schweiz (= Sportgeschichte, Bd. 3). Lit-Verlag, Wien/Zürich, 2025, ISBN 978-3-643-80411-2.

### Film
- Buch und Regie mit Luís M. Calvo Salgado: Hans Hutter – ein Schweizer im Spanischen Bürgerkrieg/Un suizo en la Guerra Civil Española. Simsalafims, Zürich 2006. 50 Min.